# Lucy Alibar
Lucy Alibar, née Lucy Harrison, est une dramaturge et scénariste américaine, née en 1983.

## Biographie

### Jeunesse et formation
Lucy Harrison grandit en Floride. Passionnée de lecture, elle fréquente les bibliothèques publiques durant son enfance et découvre les œuvres d'auteurs comme Tennessee Williams, Ntozake Shange et Flannery O'Connor.
À l'âge de quatorze ans, elle remporte un concours d'écriture, ce qui lui permet d'assister à une conférence organisée à Manhattan par Young Playwrights Inc., une organisation à but non lucratif fondée afin d'encourager les jeunes auteurs. Elle y rencontre Benh Zeitlin.
En 2001, elle intègre l'université de New York, où elle étudie l'art dramatique. Elle se lance dans l'écriture et gagne sa vie en effectuant plusieurs petits boulots.
À dix-huit ans, elle change légalement de nom. « Alibar » est obtenu en combinant les prénoms de sa mère (Barbara) et sa grand-mère maternelle (Alice).

### Les Bêtes du Sud sauvage
Marquée par l'opération cardiaque subie par son père, elle écrit Juicy and Delicious, une pièce en un acte dans laquelle un petit garçon, Hushpuppy, doit faire face à la santé déclinante puis à la mort de son père. Avec Benh Zeitlin, elle travaille sur une adaptation cinématographique. Ils sont sélectionnés pour l'atelier d'écriture du festival du film de Sundance, ce qui leur permet de travailler avec des scénaristes réputés, comme Michael Goldenberg et Scott Frank, et de recevoir les conseils de Robert McKee. 
Lucy Alibar n'ayant jamais écrit pour le cinéma, Zeitlin et le coproducteur Dan Janvey lui font étudier la structure de films comme Boulevard du crépuscule (Sunset Boulevard) et Arizona Junior (Raising Arizona). Elle participe au choix des acteurs et continue de remanier le scénario jusqu'au début du tournage en Louisiane. Le film, intitulé Les Bêtes du Sud sauvage (Beasts of the Southern Wild), sort en 2012. L'année suivante, le scénario est nommé aux Oscars dans la catégorie meilleur scénario adapté.